# Liévin van der Beken
Liévin van der Beken (van der Beke ou Vanderbeecken), au nom latinisé en  Laevinus Torrentius, né le 8 mars 1525 à Gand (Belgique) et décédé le 8 avril 1595 à Bruxelles, est un prélat, philologue et poète belge. Erudit et bibliophile il fut évêque d'Anvers de 1586 à 1595 et archevêque de Malines.

## Biographie
Né à Gand, il étudie à l'université de Louvain. Il est archidiacre de Brabant et vicaire général de Liège de 1557 à 1587, puis évêque d'Anvers de 1586 à 1595. Il fonde par son testament le collège des Jésuites de Louvain. C'est le commanditaire de l'hôtel Torrentius situé à Liège et réalisé par Lambert Lombard.
Il se consacre à l'étude des belles-lettres, et produit de nombreuses œuvres littéraires et scientifiques. Ses études juridiques et historiques, demeurées manuscrites, sont perdues, mais ses travaux philologiques ont été édités.

## Écrits
- une édition de Suétone (Anvers, 1578)
- une édition d'Horace (1602),
- Poemata sacrata (1572), un recueil de poésies latines, dont le poème De parte Tirginis.
  - Poemata sacra sur Google Livres, Anvers, 1594